# حديدي
حديدي (بالتركية: Hadîdî)‏، مؤرخ وشاعر عثماني اسمه الحقيقي غير معروف، ولكنه اشتهر باسمه المستعار "حديدي"، وقد استخدم ذلك الاسم بسبب اشتغاله أو اشتغال والده بمهنة الحدادة. وُلد حديدي في إيڤروس باليونان، والمعلومات المتوفرة قليلة حول حياته. استناداً إلى معلومات موجودة في أعماله، يُفهم أنه تناول فترة حكم السلطان بايزيد الثاني (1481م-1512م). 
في عام 1500م-1501م، كتب حديدي نص النقش الموجود على مئذنة جامع سليمان باشا في تيرانا عاصمة ألبانيا، ثم أصبح ناظرًا لأوقاف سليمان باشا في عام 1516م.

## وفاته
لا يُعرف تاريخ وفاة حديدي بدقة، ولكن وفقًا "لكاف زاده فائزي" و "رياضي"، الذين نقلوا عنه، فإنه توفي في بداية عهد السلطان سليمان القانوني.
تتطابق هذه الادعاءات مع ما ذكره حديدي في الفصول الأخيرة من كتابه، حيث أشار إلى أن السلطان سليمان كان شابًا صغيراً جداً وأنه (أي حديدي) كان قد تقدم في العمر. 
يذكر السجل العثماني أن تاريخ وفاة حديدي كان في 1533م-1534م، إلا أنه لم يذكر مصدرًا لهذه المعلومة.

## أعماله
العمل الوحيد لحديدي الذي وصل إلينا هو كتابه "تواريخ آل عثمان"، الذي يسرد تاريخ الدولة العثمانية. 
ويمكن القول أن المؤرخ حديدي الذي حاول استخدام أسلوب أكثر فنية في بعض الأوصاف، كان يتمتع بذوق أدبي رفيع، وقد كتب "تواريخ آل عثمان" باللغة التركية التي تحتوي على عناصر غنية من اللغة المنطوقة في ذلك الوقت.